# ジョーダン・スマイラー
ジョーダン・スマイラー（Jordan Smiler、1985年6月19日 - ）は、ニュージーランドのラグビー選手。

## プロフィール
- ニュージーランドパーマストンノース出身。
- ポジションはロック(LO)。
- 身長 193cm、体重 108kg
- ニックネームはジョディ。
- 7人制ニュージーランド代表に選ばれたことがある[1]。

## 略歴
サザンクイーンズランド大学、ブランビーズに加入を経て、2017年、サントリーサンゴリアス(現・東京サントリーサンゴリアス)に加入。同年8月18日に行われたジャパンラグビートップリーグ第1節のキヤノンイーグルス戦にて途中出場で公式戦初出場を果たす。
2021年、豊田自動織機シャトルズ(現・豊田自動織機シャトルズ愛知)に加入。
2022年、豊田自動織機シャトルズ愛知を退団した。